# Pseudocurimata boulengeri
Pseudocurimata boulengeri és una espècie de peix de la família dels curimàtids i de l'ordre dels caraciformes. Poden assolir fins a 14,6 cm de llargària total.
Viu en zones de clima tropical a Sud-amèrica als rius que desemboquen al nord del Golf de Guayaquil (Equador).